# Октябрський (Смолевицький район)
Октябрський (біл. вёска Акцябарскі) — село в складі Смолевицького району Мінської області, Білорусь. Село підпорядковане Плиській сільській раді, розташоване в центральній частині області.